# Кузин, Валерий Владимирович
Валерий Владимирович Ку́зин (7 июля 1963, Москва — 27 апреля 2006, Park Inn Прибалтийская, Санкт-Петербург) — российский спортивный функционер и государственный деятель. Доктор педагогических наук (1994), профессор (1994). Академик Российской академии образования (1996).

## Биография
Родился 7 июля 1963 года в Москве. С 3 лет занимался фигурным катанием, был членом юношеской сборной СССР, кандидатом в мастера спорта. Будучи студентом занялся таэквондо. Чемпион Москвы (1990), мастер спорта СССР. В 1993 году стал обладателем чёрного пояса 4 дан — инструктором международного уровня. По окончании ГЦОЛИФК (1984) работал в этом институте преподавателем, заведующим кафедрой управления и экономики физкультуры.
С 1990 — депутат Московского городского и Первомайского районного советов народных депутатов.
В августе 1991 года был включён в список «лидеров демократического движения» или «самых ярких деятелей перестройки», которых по приказу председателя КГБ В. А. Крючкова следовало задержать на неопределённый срок при введении чрезвычайного положения в городе Москве. 19 августа в 7.20 утра В. А. Крючков дал указание задержать некоторых лиц из перечисленных в этом списке на 75–76 человек. Согласно показаниям начальника Управления «3» КГБ генерал-майора В. П. Воротникова в экземпляре списка,  переданном его заместителю генерал-майору  Г. В. Добровольскому, были подчёркнуты фамилии 18 человек, чей арест необходим в первую очередь, однако В. В. Кузина среди этих восемнадцати не было.
В 1993 году избран ректором ГЦОЛИФК. Был председателем Федерации таэквондо СССР, президентом Федерации таэквондо России. С 1996 года — президент Студенческой баскетбольной лиги, в 1998—2003 годах — президент Российской федерации баскетбола. С 2001 года — первый вице-президент ОКР, глава Всероссийской ассоциации летних Олимпийских видов спорта. Избирался первым вице-президентом FIBA-Europe.
В 1995 баллотировался по Преображенскому избирательному округу № 199 (Москва) как независимый кандидат в депутаты Государственной Думы. Занял на выборах 4 место из 22 (10,57 %). С 1999 года — депутат Государственной Думы от Усть-Ордынского Бурятского округа № 220 (баллотировался как независимый кандидат). Входил в депутатскую группу «Народный депутат» и думский комитет по охране здоровья и спорту. В 2003 году вновь избран депутатом от Усть-Ордынского округа, вошёл во фракцию «Единая Россия», был избран первым заместителем председателя думского комитета по физической культуре и спорту.
Был найден мёртвым 27 апреля 2006 года в Санкт-Петербурге во время участия в торжественных мероприятиях по случаю 100-летней годовщины открытия Первой государственной думы. Похоронен в Москве на Троекуровском кладбище.

## Награды
- орден Дружбы (2003)[5];
- орден Почёта (1999)[6];
- орден Мужества (1997) — за организацию экспедиции на Эверест[7];
- медаль ордена «За заслуги перед Отечеством» II степени (1997)[8];
- медаль «В память 850-летия Москвы»;
- Благодарность Президента Российской Федерации (6 января 1997 года) — за высокие спортивные достижения на XXVI летних Олимпийских играх 1996 года[9].